# Miroslav Kahler
Miroslav Kahler (21. října 1922 Praha – 30. ledna 2011 Praha) byl český vědec a výzkumník působící především v českém pivovarnictví i v zahraničí. Jeho působnost však byla rozsáhlejší a působil i v českém vinařství.

## Životopis
Vystudoval reálné gymnázium, vyšší chemickou průmyslovku, kde 1944 maturoval, a poté Vysokou školu chemického inženýrství, kterou ukončil v roce 1950. V roce 1961 obhájil na Vysoké škole chemicko-technologické disertační práci na téma Kontinuální kvašení piva a stal se prvním kandidátem věd v pivovarském průmyslu.
V roce 1950 nastoupil do Pivovarského domu, tehdejšího Výzkumného ústavu, kde se v letech 1950–1954 věnoval výzkumu chmele a dezinfekčních prostředků. V roce 1954 byl vyžádán ředitelem pivovaru Braník Františkem Hlaváčkem do pokusného střediska pivovaru Braník, kde působil jako vedoucí chemického a mikrobiologického oddělení.
Po návratu zpět do Výzkumného ústavu pivovarského (dnes VÚPS) vedl v letech 1958–1987 oddělení výzkumu technologie piva. Specializoval se na zkoumání intenzifikace kvasného procesu a jeho vlivu na tvorbu vedlejších metabolitů a senzorických vlastností piva (článek Změny karbonylových látek při dokvašování piva a podobné). Své znalosti uplatňoval jako poradce při řešení technologických problémů pivovarů. Vedle kvašení to byla i oblast přípravy mladiny, filtrace a stáčení piva.
Výsledky výzkumu byly využívány při výstavbě nových závodů (pivovary Topoľčany, Banská Bystrica, Most) a při zvyšování výrobní kapacity pivovarů (např. ve Velkém Šariši, Hurbanovu a Nošovicích). Jednalo se o tzv. cylindrokónické tanky (CKT), jež byly patentovány v roce 1969 a jejich prototypy zkoušeny od roku 1973. Kahler také zaváděl nové technologie v pivovarech v tehdejším Sovětském svazu (dnes Rusko a Estonsko) a dále v Maďarsku.
Do VÚPS se ještě vrátil v letech 1992–1995. Působil jako poradce a rovněž jako výzkumný pracovník v pokusném a vývojovém středisku Braník, kde pracoval na řadě dalších projektů.
Kromě působení v českém pivovarství se v roce 1975 ve spolupráci s Českými vinařskými závody podílel na řešení problematiky kontinuální výroby šumivých vín.
V letech 1985–1986 byl vedoucím redaktorem časopisu Kvasný průmysl.
Významná byla i jeho publikační činnost. Uveřejnil na 50 článků a statí v českém i zahraničním tisku, vedl řadu diplomových a disertačních prací, přednášel na pivovarských symposiích a kongresech u nás i v zahraničí. Je spoluautorem 7 knih. Jmenujme například Pivovarské kvasnice, Pivovarsko-sladařská analytika, Pivovarské kvasinky. Spolu s Ing. Janem Voborským napsal Filtraci piva, která byla přeložena do ruštiny, dále např. Kvasinky ve výzkumu a praxi, Cylindrokónické tanky v pivovarském průmyslu a byl členem autorského kolektivu třídílné monografie Pivovarsko-sladařská analytika.
Po odchodu do důchodu byl v letech 1990–1991 sládkem v bosenském Bihači. Za svou celoživotní vědeckou činnost byl Miroslav Kahler v roce 2003 uveden do Síně slávy českého pivovarství a sladařství.